# 乔安·弗莱彻
乔安·弗莱彻（英語：Joann Fletcher，1966年8月30日—）是英国埃及学家，约克大学教授，主要作品有《埃及四千年：主宰世界历史进程的伟大文明》（the Story of Egypt）等。

## 早年
弗萊徹生於巴恩斯利，他幼時因家中藏書認識埃及，1972年圖坦卡門展覽於倫敦舉辦，讓他興起對古埃及的熱情。
在當地的繼續教育學院巴恩斯利學院畢業後，他於伦敦大学学院就讀古代史和埃及學，研究托勒密王朝與克麗奧佩托拉。
他在1987年獲得文學士學位，後進入曼徹斯特大學攻讀博士，其論文研究主題為古埃及髮型與功能。

## 學術
弗萊徹為約克大學考古系的客座教授，並擔任埃及探險協會本地大使計畫負責人。他也是英國國內多個博物館、美術館的埃及學、考古學顧問，協助多個博物館策展。

## 娜芙蒂蒂研究
2003年，弗萊徹與約克大學團隊前往埃及帝王谷考察。弗萊徹此行是為確認自身提出之假說：KV35號墓室內有3具木乃伊，而其中一具可能是娜芙蒂蒂，團隊的研究結果支持該假說。此次考察由Discovery資助，並拍攝為紀錄片《娜芙蒂蒂復活》（Nefertiti Resurrected）。
然而，弗萊徹的結論遭到一群埃及學者的駁斥（其中一些人曾宣稱該具木乃伊是15歲的男性，此說法已被證偽）。他們認為弗萊徹所依據的證據不充分、屬於間接且無定論的佐證。美國考古研究所雜誌《考古學》直言弗萊徹「將該具木乃伊認定為娜芙蒂蒂簡直胡說八道」。
埃及最高文物委員會主席札希·哈瓦斯稱，所有重大發現在公諸於媒體前皆須先獲委員會批准，但弗萊徹未遵守規定。哈瓦斯以此為由禁止弗萊徹於埃及研究。
英國考古學界人士為弗萊徹辯護，指出研究團隊成員依然堅持其研究結果。團隊也表示他們並未違規，稱提供給委員會的報告有列入弗萊徹提出的假說，且在Discovery紀錄片播出前，哈瓦斯已知悉節目中播出的內容。

## 外部連結
- Professor Joann Fletcher （页面存档备份，存于）
- "No Discrimination" 札希·哈瓦斯對弗萊徹與媒體的回應
- King Tut tut tut （页面存档备份，存于）
- WorldCat 聯合目錄中乔安·弗莱彻的著作或與之相關的著作